# Brasão de armas da Malásia
O brasão de armas da Malásia (em malaio: Jata Negara) consiste num escudo guardado por dois tigres. Na parte superior do escudo está um crescente amarelo com uma estrela de 14 pontas.

## Descrição
Uma faixa com a frase "A Unidade está Resistência" (em malaio: Bersekutu Bertambah Mutu), escrita em malaio e em Jawi, e está localizada abaixo do escudo. As palavras em inglês foram substituídas por Jawi algum tempo após a independência.
A cor amarela do crescente e da estrela simboliza a monarquia. O crescente representa também o Islão como religião oficial, enquanto a estrela representa os treze estados federais e os territórios da Malásia. Inicialmente, a estrela de catorze pontas representou os catorze estados originais da Malásia e da Singapura, que incluíram. Não foi mudado quando a Singapura saiu da federação, mas tem sido geralmente aceite que a décima quarta ponta representa os Territórios Federais.
Os dois tigres colaboram com o escudo e são os símbolos tradicionais da Malásia. Eles são mantidos desde o início da primeira insígnia da Federação da Malásia, e antes dos Estados Federados malaios, e que simbolizam força e coragem.
Os cinco krises estão localizados dentro da parte superior do rectângulo vermelho. O krises representam os cinco ex-estados federais: Johore, Terengganu, Kelantan, Kedah e Perlis.
Abaixo do kris, existem quatro rectângulos coloridos em vermelho, preto, branco e amarelo, que simbolizam os Estados Federados malaios. As permutações das cores vermelha, preta, branca e amarela compõem as cores das bandeiras desses estados. Vermelho, preto e amarelo são para Negeri Sembilan; preto e branco de Pahang; preto, branco e amarelo para Perak; e vermelho e amarelo para Selangor.
O resto são insígnias dos quatro restantes Estados. A palmeira, juntamente com a ponte, representa Penang; enquanto a árvore Melaka sobre a extremidade oposta do escudo representa Malaca. Ao centro em baixo do lado esquerdo representa Sabah; o calau 'Kenyalang' representa Sarawak à direita. Ambos representam os estados no brasão de armas.
O hibisco, no centro entre o brasão de armas de Sabah e Sarawak, é a flor nacional da Malásia.

## História
Anteriormente, o mesmo brasão de armas foi utilizado. A versão original tem diferentes cabeças de tigre com diferentes ícones representando Penang, Sabah e Sarawak.